# Khiêu dâm hardcore

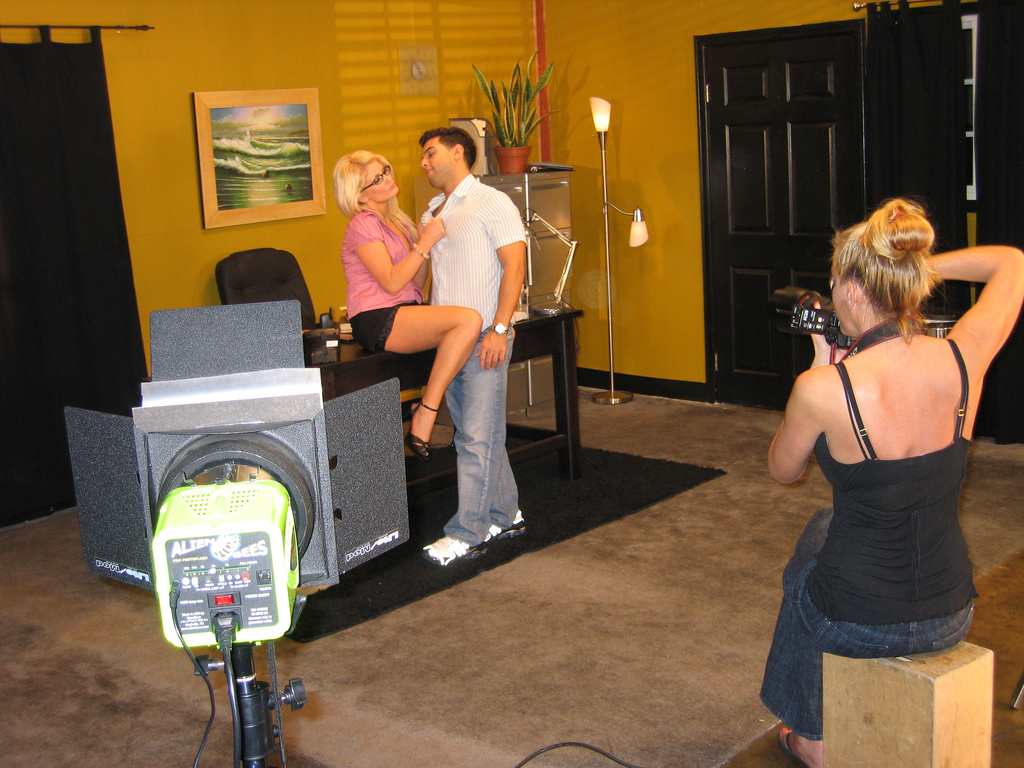
Hình ảnh trường quay phim khiêu dâm

Khiêu dâm hardcore, hoặc hardcore porn, là hình ảnh chụp tĩnh hoặc cảnh quay video chứa các hình thức khiêu dâm rõ ràng, phổ biến nhất bao gồm việc miêu tả hành vi tình dục như giao hợp qua âm hộ, hậu môn hoặc đường miệng, liếm âm hộ, liếm dương vật, móc ngón tay, liếm hậu môn, xuất tinh, và các trò chơi ái vật. Khiêu dâm hardcore thường ở dạng hình chụp, thường được hiển thị trong các tạp chí hoặc trên Internet, hoặc ở dạng phim và phim hoạt họa. Kể từ những năm 1990 khiêu dâm hardcore được phân phối rộng rãi trên Internet.